# Конклав 1846 года
Смерть Григория XVI, последовавшая 1 июня 1846 года, привела к созыву Конклава 1846 года. Пятьдесят из шестидесяти двух членов Священной Коллегии кардиналов, собрались в Квиринальском дворце, одном из папских дворцов в Риме и в месте двух проходивших ранее Конклавов XIX столетия. Конклав начал работу 14 июня и был должен выбрать папу римского, который должен был стать не только главой Римско-католической церкви, но также и главой государства и правительства Папской области, обширной территории Центральной и Северной Италии, которой Римско-католическая церковь управляла.

## РазделениеКонклава
Центральным камнем преткновения для конклава стал вопрос о Папской области. Священная Коллегия кардиналов распалась на две фракции. Консерваторы стремились продолжить политику папского абсолютизма в управлении Папской областью, а также продолжить жесткую политику Папы Григория XVI и его государственного секретаря кардинала Луиджи Ламбрускини. Либералы же хотели провести какого-либо рода умеренные реформы.
В первой части голосования Ламбрускини получил большинство голосов, но не сумел получить необходимых двух третей голосов. На четвертом круге голосования либеральный кандидат, кардинал Джованни Мария Мастаи Ферретти, архиепископ Имольский, получил необходимое число голосов. Он взял себе имя Пий IX.

## Вето на кандидатуру кардинала Ферретти
Как это и обстояло с другими конклавами до конклава 1903 года, католические монархи обладали правом наложить вето на избранного кардинала, вынуждая конклав выбрать кого-либо другого. Австрийский император Фердинанд обязал кардинала Карла Гайсрука, архиепископа Миланского (тогда Милан входил в Австрийскую империю) наложить вето на либерального кандидата Ферретти в случае, если он будет избран. Однако Гайсрук опоздал на конклав. К тому времени, как он добрался, Ферретти уже был избран, вступил на папство, о чем было публично объявлено.

## Последствия
Папа римский Пий IX был коронован папской тиарой 21 июня 1846 года. Он стал самым долго правящим Папой начиная с святого апостола Петра, просидел на папском троне в течение 32 лет. Первоначально либерал, после недолгого смещения и провозглашения Римской Республики, Пий IX был возвращен к власти французскими войсками и стал реакционным консерватором.
В 1870 году оставшаяся территория Папской области была захвачены королём Италии, Виктор Эммануилом II. Рим стал столицей Итальянского королевства, бывший папский дворец — Квиринал, стал дворцом короля Италии. Пий IX объявил протест в Ватикане, где он жил как самопровозглашённый «Узник Ватикана». Он умер в 1878 году.

## Исторические особенности Конклава 1846 года
- Последний из четырёх Конклавов, которые были проведены в Квиринальском дворце и последний проведенный вне Ватикана;
- Был избран папа римский, который имел второй по длительности понтификат в истории Папства;
- Последний Конклав, проведенный в период существования Папской области;
- Очевидная победа либералов и очевидное поражение политики предыдущего папы римского;
- Неудавшаяся попытка австрийского императора осуществить вето;
- Последний Конклав, составленный исключительно из кардиналов континентальной Европы.

## Статистика Конклава 1846 года
| Продолжительность  | 3 дня                                                    |
| Число баллотировок | 4                                                        |
| Выборщики          | 62                                                       |
| ------------------ | -------------------------------------------------------- |
| Отсутствовали      | 12                                                       |
| Присутствовали     | 50                                                       |
| Африка             | 0                                                        |
| Латинская Америка  | 0                                                        |
| Северная Америка   | 0                                                        |
| Азия               | 0                                                        |
| Европа             | 62                                                       |
| Океания            | 0                                                        |
| Ближний Восток     | 0                                                        |
| Используемое Вето  | Неудавшаяся попытка императора Фердинанда I Австрийского |
| СКОНЧАВШИЙСЯ ПАПА  | ГРИГОРИЙ XVI (1831-1846)                                 |
| НОВЫЙ ПАПА         | ПИЙ IX (1846-1878)                                       |